# Human Betterment Foundation

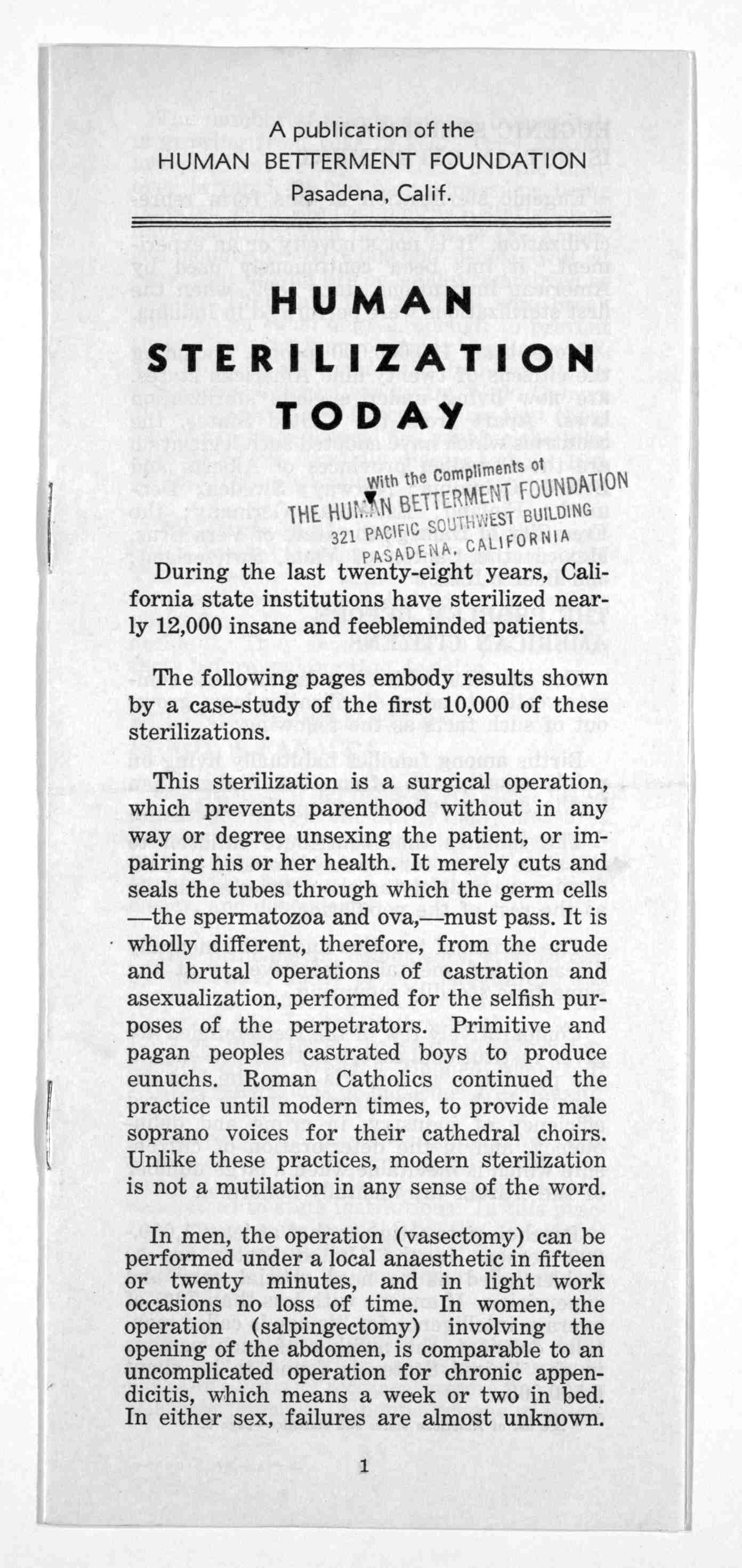
Folleto de la HBF de 1938 titulado "Human Sterilization Today" ("La esterilización humana hoy").

La Human Betterment Foundation (Fundación para la mejora humana) o HBF fue una organización eugenésica estadounidense establecida en Pasadena, California en 1928 por E. S. Gosney con el objetivo de «promover y ayudar a las fuerzas creativas y educativas para la protección y mejora de la familia humana en cuerpo, mente, carácter y ciudadanía". Sirvió principalmente para recopilar y distribuir información sobre la legislación norteamericana de esterilización forzosa con propósitos eugenésicos.
La junta de gobierno inicial estaba formada por Gosney, Henry M. Robinson (banquero de Los Ángeles), George Dock (médico de Pasadena), David Starr Jordan (rector de la Universidad de Stanford), Charles Goethe (filántropo de Sacramento), Justin Miller (decano de la facultad de derecho de la Universidad del Sur de California), Otis Castle (abogado de Los Ángeles), Joe G. Crick (horticultor de Pasadena) y Paul Popenoe (biólogo y eugenesista). Otros miembros posteriores son Lewis Terman (psicólogo de Stanford conocido como creador del test Stanford-Binet de CI), William B. Munro (profesor de ciencias políticas en Harvard), Herbert M. Evans (profesor de anatomía en Berkeley) y Samuel J. Holmes (profesor de zoología en Berkeley).
Tras la muerte de Gosney en 1942, su hija Lois Castle y la junta de la HBF liquidaron la fundación, pasando sus archivos y sus fondos al Instituto Tecnológico de California (Caltech) que en 1943 creó el "Gosney Research Fund" para investigación biológica.